# Árvaváralja
Árvaváralja (szlovákul: Oravský Podzámok) község Szlovákiában, a Zsolnai kerület Alsókubini járásában. Alsólehota tartozik hozzá.

## Fekvése
Alsókubintól 9 km-re északkeletre, az Árva folyó két partján fekszik. Az 59-es főúton közelíthető meg. Vasúton a Kralován–Árvanádasd-vasútvonalon érhető el.

## Nevének eredete
A település Árva vára alatti fekvése alapján kapta a nevét.

## Története

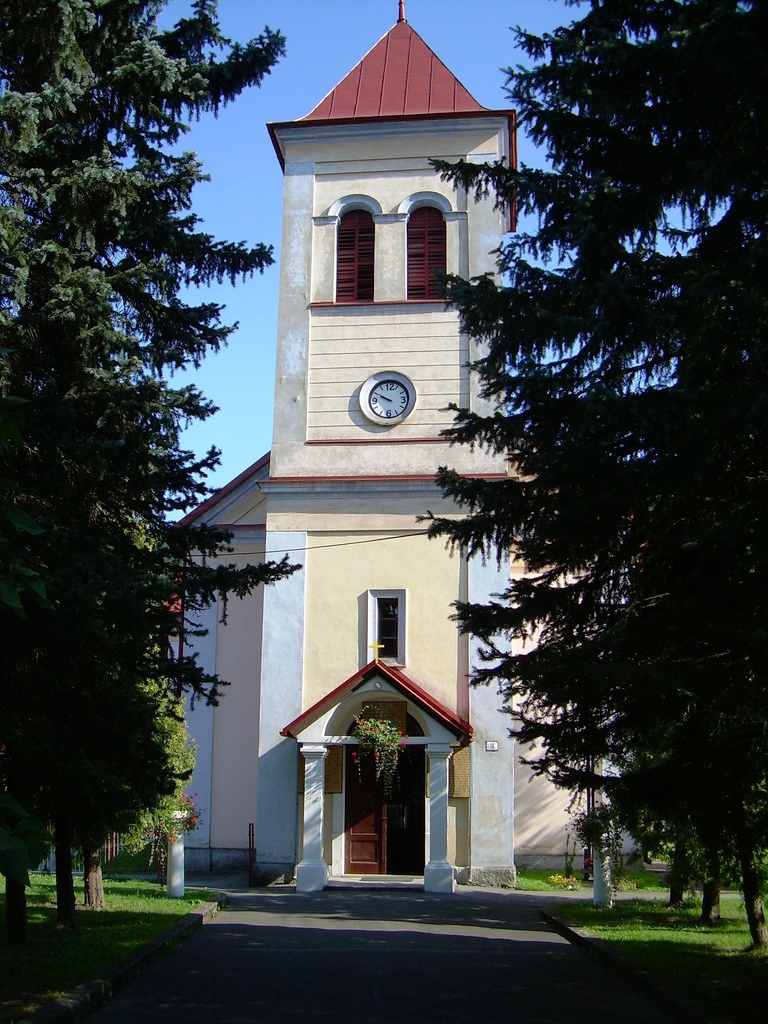
A falu temploma

A vár alatti folyóparton a bronzkorban a lausitzi kultúra, a vár területén pedig a puhói kultúra településének nyomait tárták fel. A későbbi, római korból is találtak itt leleteket.
Bár a falu helye már a bronzkorban is lakott volt, de először csak 1559-ben említik, amikor a Thurzók vár alatti majorságából kifejlődött. A vár szolgálónépei, iparosok, uradalmi tisztek lakták. A 17. században vámszedőhely volt fűrészteleppel, sörfőzővel, malmokkal, később a közbirtokossági hivatal is itt székelt.
1778-ban 114 háza volt, 1828-ban 65 házában 423 lakos élt. Lakói a 19. században főként kézművességgel és erdei munkákkal foglalkoztak. Árvaváralja volt az Árvai erdőgazdaság központja.
Fényes Elek 1851-ben kiadott geográfiai szótárában így ír a településről: „Árva-Várallya, tót falu, Árva vm., az Árva jobb partján a hires meredek kősziklán épült régi várának tövében: 290 kath., 90 evang., 3 zsidó lak., kik többnyire urasági tisztek és cselédek, s csinos házakban laknak. Kath. paroch. templom”.
A trianoni diktátumig Árva vármegye Vári járásához tartozott.
1940-től modern fűrészüzem kezdte meg itt működését, később konzervgyár is épült.

## Népessége
| Év:            | 1994. | 2004.   | 2014.   | 2024.   |
| -------------- | ----- | ------- | ------- | ------- |
| Emberek száma: | 1275  | 1319    | 1318    | 1354    |
| Eltérés:       |       | +3,45 % | -0,07 % | +2,73 % |

| Év:            | 2023. | 2024.   |
| -------------- | ----- | ------- |
| Emberek száma: | 1344  | 1354    |
| Eltérés:       |       | +0,74 % |

1910-ben 359-en, többségében szlovák anyanyelvűek lakták, jelentős magyar kisebbséggel.
2011-ben 1309 lakosából 1265 szlovák volt.

## Neves személyek
- Talán Alsólehotán született Sculteti Severin evangélikus esperes.
- Alsólehotán született 1884-ben Dedinszky Elemér festőművész, szobrász.
- Itt hunyt el 1937-ben Kubinyi Miklós földbirtokos, táblabíró, jogász, történész, régész, gyűjtő, heraldikus.
- Itt hunyt el 1994-ben Pavol Čaplovič tanár, régész.

## A vár története

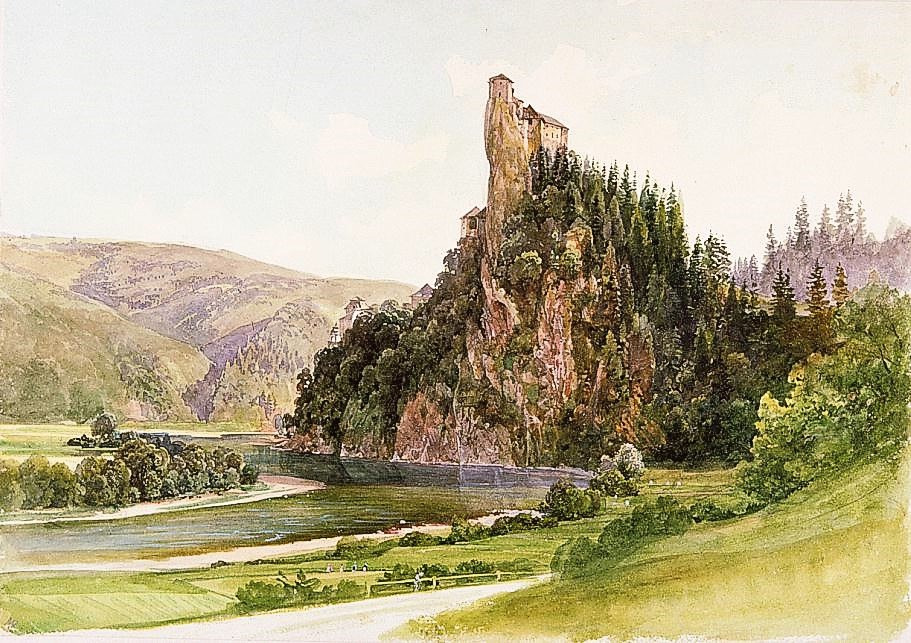
Thomas Ender: Árva vára (1860 körül)

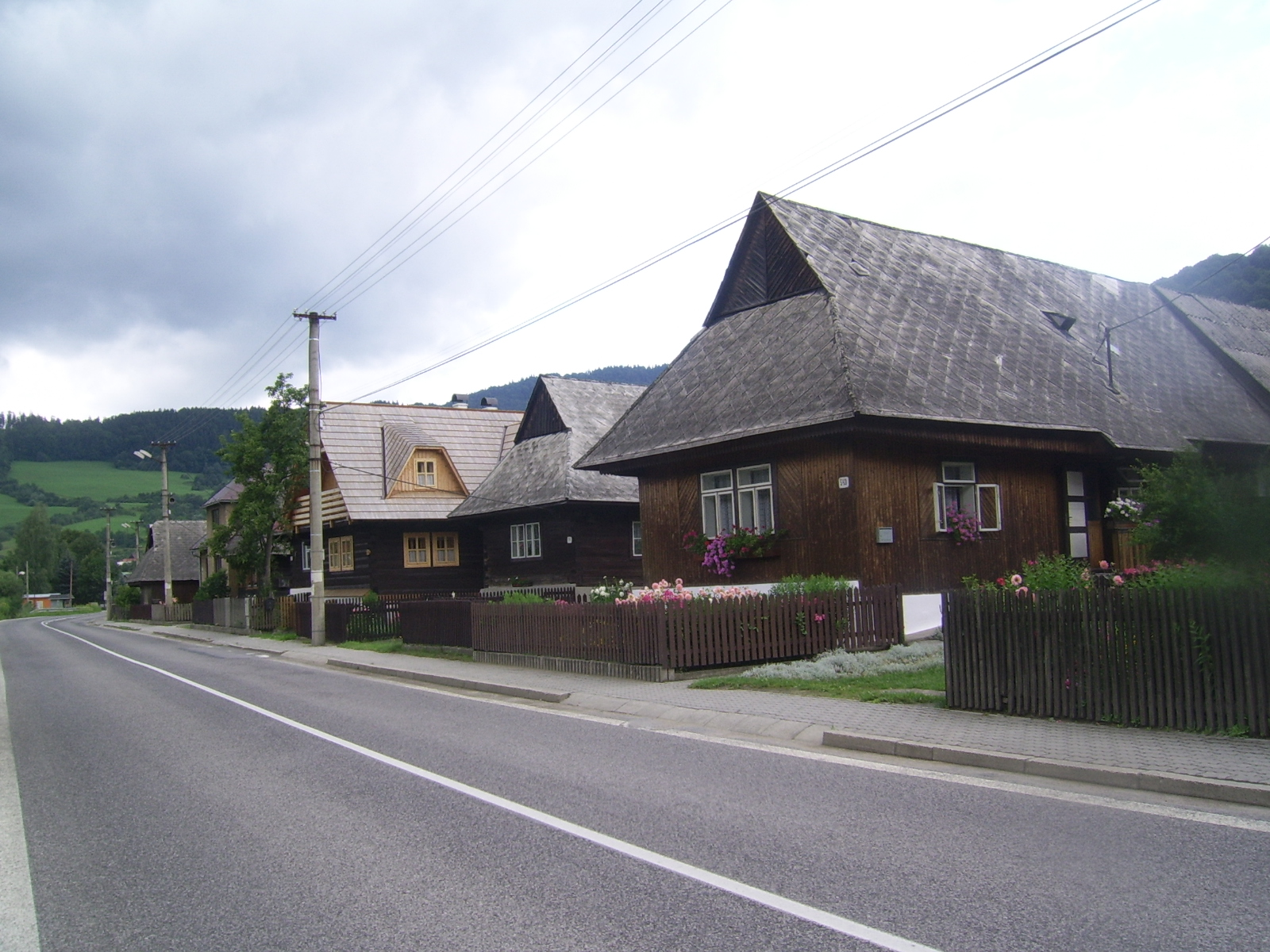
Régi szlovák házak

Árva várát a 13. század első felében a Balassák ősei emelték. Először 1267-ben említik „castrum Árva” néven. Királyi vár, majd 1534-től Thurzó-birtok. Itt tartotta fogva Mátyás 1484 és 1490 között Várday Péter kalocsai érseket. A Thurzók 1556 és 1561 között teljesen átalakították és bővítették, mai alakját 1611-ben Thurzó György építkezései után nyerte el. A 17. században többször ostromolták, 1670. december 10-én Heister tábornoknak kétheti ostrom után feladták, miután a birtokos Thököly István az ostrom izgalmaiba december 3-án belehalt. 1672. október 20-án a Pika Gáspár vezette kuruc sereg a helyi szlovák felkelők támogatásával foglalta vissza, november 24-én azonban Spork tábornok újra elfoglalta és a felkelés vezetőit kivégeztette. A Rákóczi-szabadságharc alatt 1703. december 5-én került kuruc kézre, és csak 1709 áprilisában, kiéheztetéssel foglalták vissza a császáriak. A vár urai 1713-ig a vármegye örökös főispánjai is voltak. Tulajdonosai szépen rendben tartották, és az 1800. évi tűzvész után is újjáépítették.

## Nevezetességei

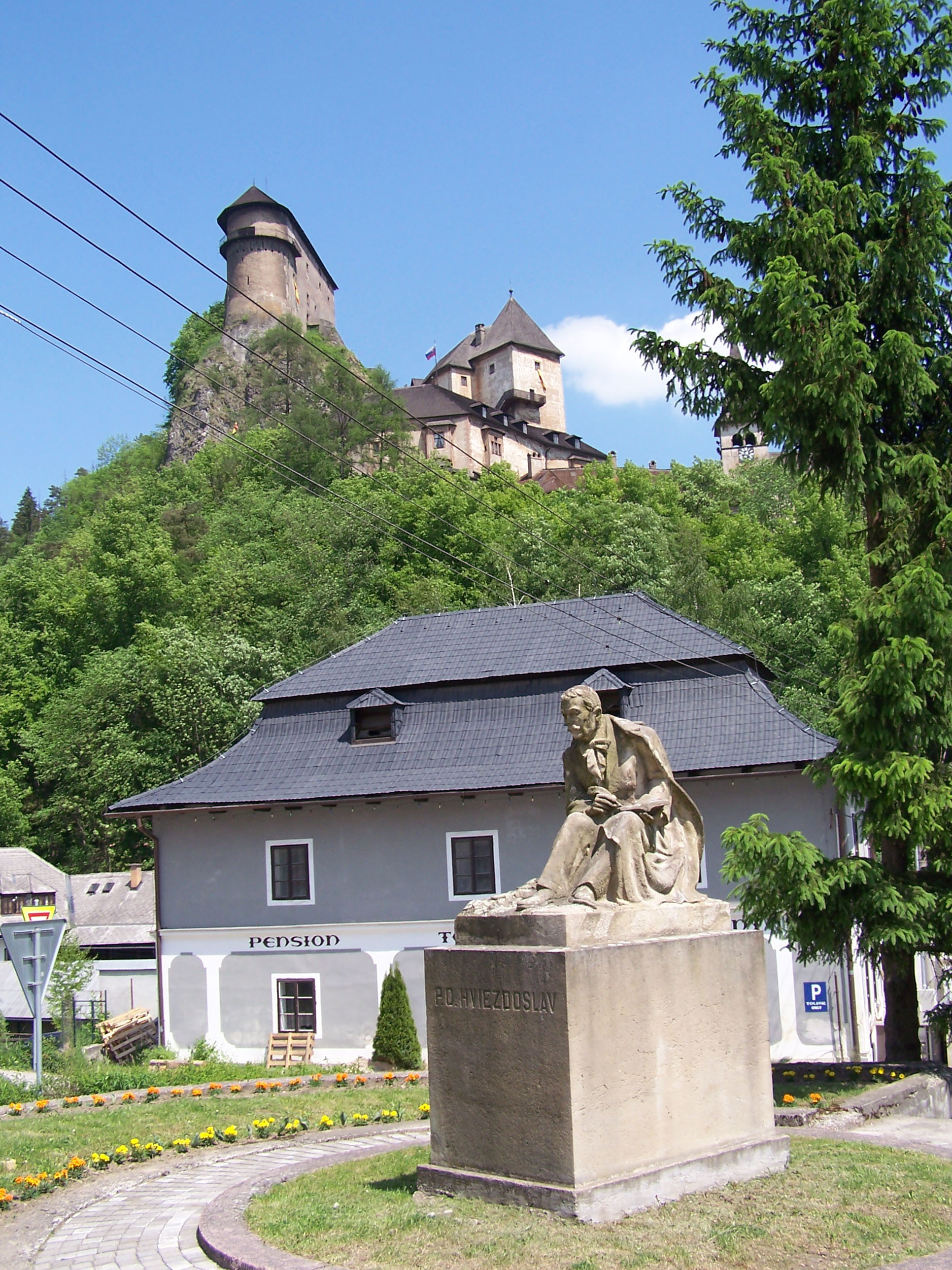
Pavol Országh Hviezdoslav emlékműve, a háttérben Árva vára

- Az Árva folyó felett keskeny hegygerincen áll Árva vára, amely az egykori Magyarország legfestőibb sasfészke. A vár legkorábbi része – a felsővár – a 13. században, a középső rész 1483 és 1543 között, az alsóvár 1556 és 1611 között épült. A középső várban nagy károkat okozott az 1800-as tűzvész, de a 19. század végén a Pálffyak teljesen rendbe hozták. A vár ma is teljesen ép, értékes bútorai, műkincsei, falfestményei vannak. 1868-óta múzeum.
- Nepomuki Szent Jánosnak szentelt római katolikus temploma a 19. század elején épült empire stílusban.
- A régi megyeháza épülete 1797-ben épült későbarokk stílusban.
- A településen több 19. századi épület is áll.
- Pável Országh Hviezdoslav emlékműve.

## Lásd még
- Alsólehota